# 東福克鎮區 (伊利諾伊州蒙哥馬利縣)
東福克鎮區（英語：East Fork Township）是位於美國伊利諾伊州蒙哥馬利縣的一個行政鎮區。

## 地方資料
根據2010年美國人口普查的數據，東福克鎮區的面積為154.50平方千米，當中陸地面積為150.10平方千米，而水域面積為4.40平方千米。當地共有人口2465人，而人口密度為每平方千米15.95人。